# Hulikal, Magadi
Hulikal là một làng thuộc tehsil Magadi, huyện Ramanagara, bang Karnataka, Ấn Độ.